# Sydney Mines
Sydney Mines är en ort i Kanada.   Den ligger i provinsen Nova Scotia, i den östra delen av landet, 1 200 km öster om huvudstaden Ottawa. Sydney Mines ligger 18 meter över havet och antalet invånare är 7 312. Den ligger på ön Kap Bretonön.
Terrängen runt Sydney Mines är platt. Havet är nära Sydney Mines åt nordost. Närmaste större samhälle är Sydney, 11,6 km söder om Sydney Mines. 
I omgivningarna runt Sydney Mines växer i huvudsak blandskog. Runt Sydney Mines är det ganska glesbefolkat, med 34 invånare per kvadratkilometer.